# 10102 Digerhuvud
10102 Digerhuvud är en asteroid i huvudbältet som upptäcktes den 29 februari 1992 i samband med det svenska projektet UESAC. Den fick den preliminära beteckningen 1992 DA6 och  namngavs senare efter naturreservatet Digerhuvud på Fårö i Gotlands kommun.
Den tillhör asteroidgruppen Massalia.
Digerhuvuds senaste periheliepassage skedde den 30 juni 2022.